# Carl Meyer (architekt)
Carl Ferdinand Heinrich Konrad Meyer (ur. 17 grudnia 1855 w Estorf, zm. ?) – niemiecki architekt, miejski radca budowlany działający w Bydgoszczy w latach 1885–1912.

## Życiorys
Carl Meyer urodził się 17 grudnia 1855 roku w rodzinie fabrykanta G.L. Meyera w Estorf w okręgu Nienburg nad Wezerą, w prowincji Hanower. Naukę rozpoczął w prywatnej szkole w sąsiednim Husum. Następnie uczęszczał do Królewskiego Gimnazjum Katedralnego w Verden. 15 września 1875 r. zdał egzamin dojrzałości, po czym zgodnie z regulaminem zawodu budowniczego, podjął roczną praktykę w służbie państwowej, która była warunkiem przyjęcia na studia budowlane. Od 1 października 1875 roku został zatrudniony w biurze technicznym Królewskiej Komisji Kolejowej w Hanowerze, zaś w 1876 r. rozpoczął studia na Politechnice w Hanowerze. Studia ukończył w 1880 roku, z doskonałymi ocenami. Był uczniem niemieckich architektów: Conrada Wilhelma Hasego, A. Schrödera, W. Schucha oraz Ulricha.
W 1881 r. rozpoczął dwuletnią praktykę w służbie publicznej na Śląsku, w okręgu jeleniogórskim jako regencyjny kierownik budowy. Kierował wówczas m.in. rozbiórką starego katolickiego kościoła w Ocicach koło Gryfowa Śląskiego oraz budową sierocińca fundacji hrabiów von Schlabrendorf w Lubomierzu.
10 grudnia 1885 roku zdał egzamin na budowniczego (radcy) regencyjnego, co umożliwiło mu podjęcie zawodu urzędnika budowlanego na dowolnym, samodzielnym stanowisku. W tym czasie Rada Miasta Bydgoszczy obradowała nad potrzebą znalezienia następcy na posadę radcy budowlanego po śmierci poprzedniego radcy Wilhelma Lincke. W odpowiedzi na ogłoszenie, 15 grudnia 1885 roku swoją kandydaturę zgłosił 30-letni Carl Meyer. Funkcję miejskiego radcy budowlanego podjął już 5 stycznia 1886 r., a jego wybór został potwierdzony w konkursie przeprowadzonym przez Radę Miejską 10 czerwca 1886 r.
30 listopada 1891 r. należał do masońskiej loży Janus w Bydgoszczy, w latach 1907–1912 pełnił funkcję jej mistrza, od 16 kwietnia 1912 honorowego. Kilkanaście lat mieszkał w domu przy ul. Gdańskiej 60 w Bydgoszczy.
Meyer był członkiem bydgoskiego kolegium magistrackiego, samodzielnym pracownikiem nadzorującym działalność miejskiej deputacji budowlanej. Pod koniec okresu pierwszego kontraktu Rada Miasta 14 lipca 1898 roku ponownie wybrała go na drugą kadencję, a następnie 14 lipca 1910 roku na kolejną. Jednak jesienią 1911 r. zaczął chorować, a 1 kwietnia 1912 r. odszedł na emeryturę, otrzymując uposażenie wysokości 7 tys. marek rocznie. Jakiś czas później opuścił Bydgoszcz. W 1919 roku mieszkał w Berlinie, a następnie powrócił w rodzinne strony i zamieszkał w Hanowerze. Nie ustalono, kiedy zmarł. Jego posadę miejskiego radcy budowlanego w Bydgoszczy zajął Heinrich Metzger, od kilkunastu lat zatrudniony w bydgoskim Magistracie, który na stanowisku tym pozostał do końca I wojny światowej.
Carl Meyer w uznaniu swoich zasług dwukrotnie uhonorowany został wysokimi, pruskimi odznaczeniami państwowymi. W 1905 roku otrzymał Order Czerwonego Orła IV klasy, a po przejściu na emeryturę 7 maja 1913 roku został odznaczony Królewskim Orderem Korony III klasy.

## Działalność zawodowa w Bydgoszczy
Carl Meyer trwałe zapisał się w historii Bydgoszczy, mając ogromny wpływ na jej architekturę i układ urbanistyczny w czasie intensywnej rozbudowy miasta na przełomie XIX/XX wieku. Podczas swojej 26-letniej działalności jako miejski radca budowlany cieszył się dużym autorytetem magistratu i rady miasta, zachowując dość dużą samodzielność.
Należał do Niemieckiego Związku Architektów i Inżynierów oraz stowarzyszenia budowniczych gazociągów i wodociągów. Dużo podróżował po terenie Niemiec, a także wyjeżdżał do Włoch i Francji w celu poznawania nowych zjawisk w architekturze i urbanistyce.
Meyer kierował deputacją budowlaną, która była organem kolegialnym Magistratu administrującym gospodarką miejską w zakresie przepisów, umów budowlanych, zmian w budynkach, planów rozbudowy miasta, regulacji ulic, pomników, spraw wodno-melioracyjnych, kanałów, dworców, mostów, a także ochrony przyrody. Do 1900 r. był autorem powstających w deputacji projektów, zaś później często powierzał swoim współpracownikom realizację konkretnych działań projektowych, oraz nadzorowanie inwestycji miejskich. Do jego najbliższych podwładnych i współpracowników należały osoby, które są autorami wielu budynków w Śródmieściu Bydgoszczy:
- Wilhelm Stagge (zatrudniony 1881–1919) – zastępca Meyera;
- Rudolf Berndt (zatrudniony 1888–1890) – mistrz murarski i ciesielski;
- Paul Bresgott – asystent, architekt i mistrz murarski, pracujący na własny rachunek od 1891 r.;
- Karl Bergner – architekt, asystent, od 1892 r. prowadzący prywatne biuro architektoniczne, jeden z najpopularniejszych projektantów w mieście, czynny do 1919 roku;
- Anton Kandler - miejski kierownik budów (od 1897);
- Richard Köppen – architekt, asystent, autor planu rozbudowy Szpitala Diakonisek (1908);
- Theodor Patzwald - architekt, asystent, autor m.in. projektu budynku Miejskiej Straży Pożarnej w Bydgoszczy (1909);
- Otto Brech - architekt, asystent, autor projektu Szkoły Rzemiosł Artystycznych i Szkoły Obywatelskiej dla Chłopców;
- Paul Sellner – architekt znany z realizacji dla prywatnych inwestorów m.in. przy ul. Gdańskiej.

Stylistyka dzieł Carla Meyera oscyluje wokół form zapożyczonych z architektury średniowiecznej, gotyckiej. Stanowi odzwierciedlenie hanowerskiej szkoły architektury, zwłaszcza z kręgu Conrada Wilhelma Hasego. Meyer projektował budynki osadzone w nurcie historyzmu z elementami neogotyckimi i niekiedy też połączonymi z formami neoromańskimi.

## Realizacje w Bydgoszczy
| Rok             | Obiekt                        | Uwagi | Zdjęcie |
| 1887–1888       | Budynek Świętojańska 20       | Podwójna szkoła ludowa dla chłopców i dziewcząt (niem. Volkschulen in der Johannisstrasse), ul. Świętojańska 20, projekt własny C. Meyera, obecnie jedna z siedzib Collegium Medicum UMK w Bydgoszczy. |         |
| 1888–1889       | Lecznica chorób zakaźnych     | Oddział izolacyjny chorób zakaźnych (niem. Krankenabsonderungshaus), ul. Żwirki i Wigury 11, projekt własny C. Meyera, budynek nieistniejący. |         |
| 1890–1892       | Rzeźnia miejska               | Kompleks budynków rzeźni (niem. Schlachtund Viehhof), ul. Jagiellońska 43-47, projekt własny C. Meyera, obecnie zachowała się część zespołu zabudowy o funkcjach administracyjno-mieszkalnych, reszta została wchłonięta przez centrum handlowe Focus Mall.                                                 |         |
| 1890–1892       | Budynek Plac Kościeleckich 8  | Podwójna szkoła ludowa dla chłopców i dziewcząt (niem. Volkschulen in der Kaiserstrasse), pl. Kościeleckich 8, projekt własny C. Meyera, obecnie budynek w gestii Uniwersytetu Kazimierza Wielkiego. |         |
| 1891–1892       | Kamienica Gdańska 60          | Dom własny Carla Meyera przy ul. Gdańskiej 60, fasada posiada wystrój czerpiący z form niderlandzkiego manieryzmu; w elewacji rzeźba będąca personifikacją Architektury i Budownictwa oraz inicjały MC właściciela.                                                                                         |         |
| 1896–1898       | Budynek Sowińskiego 5         | Podwójna szkoła ludowa dla chłopców i dziewcząt (niem. Volkschulen in der Karlstrasse), ul. Sowińskiego 5, projekt własny C. Meyera, obecnie Szkolne Schronisko Młodzieżowe. |         |
| 1897–1898       | Kamienica Cieszkowskiego 6    | Kamienica przy ul. Cieszkowskiego 6, autorstwa C. Meyera (dom własny), z dekoracją i podziałami klasycystycznymi. |         |
| 1899–1900       | Wieża ciśnień                 | Wieża ciśnień (niem. Wasserturm), ul. Filarecka, projekt własny C. Meyera, obecnie nieużytkowana. |         |
| 1899–1900       | Stacja wodociągów Las Gdański | Stacja wodociągowa z budynkami przepompowni i mieszkalnym (niem. Pumpstation nebst Wohngebauden), ul. Gdańska 242, projekty przygotował F. Marshall pod nadzorem Meyera. |         |
| 1900–1901       | Obiekt wodno-kanalizacyjny    | Obiekt związany z budową instalacji wodnej i kanalizacyjnej (niem. Kanalwasserhebewerk), niepowiązany z konkretnym adresem. |         |
| 1900–1902       | Budynek Kordeckiego 20        | Podwójna szkoła ludowa dla chłopców i dziewcząt (niem. Volkschulen in der Hippelstrasse), ul. Kordeckiego 20, projekt własny C. Meyera, obecnie jedna z siedzib Uniwersytetu Technologiczno-Przyrodniczego w Bydgoszczy.                                                                                    |         |
| 1904–1905       | Budynek zarządu Gazowni       | Budynek zarządu gazowni i urzędu budownictwa drogowego i podziemnego (niem. Verwaltungsgebaude der Gasanstalt und Tiefbauamts), ul. Jagiellońska 42, projekt własny C. Meyera. |         |
| 1905–1906       | Miejska hala targowa          | Miejska hala targowa (niem. Fleisch- und Fischmarkthalle), ul. Podwale 5, plany opracowała firma architektoniczna z Berlina [Paul] Boswau & [Hermann] Knauer, pod nadzorem Meyera. |         |
| 1906            | Kamienica                     | Kamienica nr 5 autorstwa C. Meyera przy ul. 20 stycznia 1920. Wystrój fasady odwołuje się do form secesyjnych. |         |
| 1906–1907       | Sierociniec Miejski           | Miejski sierociniec fundacji Heinricha Dietza (niem. Heinrich Dietzschen Waisenhaus), ul. Traugutta 5, projekt własny C. Meyera, obecnie Zespół Placówek Opiekuńczo-Wychowawczych. |         |
| 1902, 1908–1909 | Szpital Diakonisek            | Rozbudowa drugiego szpitala miejskiego (niem. Erweiterungsbau der Diakonissenanstalt), tzw. Szpitala Diakonisek im. Giese-Rafalskiej, ul. Seminaryjna 1, planami drugiej rozbudowy zajmował się architekt Richard Köppen pracujący w deputacji budowlanej, obecnie Kujawsko-Pomorskie Centrum Pulmonologii. |         |
| 1908–1909       | Budynek WOK                   | Zakład leczniczy dla niemowląt (niem. Auguste-Victoria-Heim), od 2000 r. siedziba Wojewódzkiego Ośrodka Kultury. |         |
| 1910–1911       | Budynek Szkoły Przemysłowej   | Szkoła Rzemiosł i Przemysłu Artystycznego (niem. Handwerker- und Kunstgewerbeschule), ul. Św. Trójcy 37, projekt przygotował zatrudniony w bydgoskiej deputacji budowlanej architekt Otto Brech, obecnie Zespół Szkół Mechanicznych nr 1.                                                                   |         |
| 1911–1912       | Budynek straży pożarnej       | Budynek straży pożarnej (niem. Hauptfeuerwache), ul. Pomorska 16, projekt opracował w 1909 roku Theodor Patzwald, pod nadzorem Meyera. |         |
| 1910–1912       | Budynek VI LO                 | Szkoła Obywatelska dla Chłopców (niem. Burgerschule), ul. Staszica 4, projekt wykonał pracownik bydgoskiej deputacji budowlanej architekt Otto Brech, obecnie VI Liceum Ogólnokształcące. |         |